# Max Steel (série de 2013)
Max Steel é uma série de desenho animado de animação computadorizada (CGI) produzida em 2013 e baseada na franquia homônima criada e divulgada pela Mattel. Esta nova série é um reboot da primeira série recontando a história do personagem numa nova versão. Foi produzida pela Nerd Corps Entertainment (a mesma de Hot Wheels: Battle Force 5) em coprodução com a Mattel Entertainment e FremantleMedia. Em 2016, depois que a Nerd Corps foi comprada pela DHX Media, a série passou a ser animada pela Arc Productions, introduzindo uma animação de personagens totalmente nova. No mesmo ano, a companhia de animação Arc Productions acabou indo à falência e a série passou a ser animada pela Film Roman Baja J.V., cuja qualidade é extremamente inferior a da outra companhia. Por causa disso, a maioria dos fãs criticou os gráficos e as texturas simples.
A série foi muito criticada pelo público devido à mudança drástica do design dos personagens abandonando suas texturas realistas apresentadas nos filmes anteriores, mas isso não impediu a Mattel de estendê-la para uma segunda temporada, e uma série de filmes que vem sendo lançada desde 2015.
Ela estreou primeiramente na América Latina no dia 1º de março, enquanto que nos Estados Unidos ela só estreou no dia 25 de março. Posteriormente a série também estreou no Bom Dia e Companhia pelo SBT juntamente de outros desenhos como Barbie: Life in the Dreamhouse e Nutri Ventures numa quinta-feira. Atualmente os novos episódios da série são transmitidos ocasionalmente pela Cartoon Network e SBT, sem a mesma frequência de antes. Em Portugal, estreou no dia 1º de abril do mesmo ano no Panda Biggs.

## Enredo

### Primeira Temporada
Maxwell (Max) McGrath é um jovem universitário que tinha uma vida normal até descobrir que tinha poderes e ser contratado pela N-Tek e encontrar Steel, um robô alienígena capaz de se fundir com ele formando juntos super-herói Max Steel com a missão de salvar o mundo de todas as ameaças mutantes. Agora Max além de ter que resolver seus problemas na faculdade terá que também salvar o mundo discretamente.
Na segunda temporada, mais vilões, mais monstros e mutantes irão aparecer na Terra, e agora, Max e Steel terão de lidar com novas ameaças, e por cima, as pessoas não podem descobrir sua identidade secreta. Quando Makino está a prestes a invadir a Terra, Dredd e Jason vão para o oceano procurar as partes da Estrela Turbo e a N-Tek tenta impedir que Dredd pegue todas as partes da Estrela Turbo.
Em A Ira de Makino, Makino retorna após seu Alphalink ter sido destruído, propondo uma competição entre seus Ultralinks para determinar quem será o novo comandante dos Ultralinks. Max e Steel vão ao lugar onde estão Makino e também Max adota um novo visual em que parte de seu rosto fica descoberto. Steel descobre em uma gravação que Makino precisa de um hospedeiro para sobreviver, foi quando Max acaba sendo possuído por Makino, mas foi incapaz de quebrar seu elo entre Max e Steel. Quando Steel e Jim refazem a  fusão, eles partem em missão para salvar Max, mas as coisas mudam quando Jim acaba sendo possuído por Makino.
Em O Nascimento de Morphos, Miles Dread revive um antigo projeto da N-Tek conhecido como Morphos, que originalmente seria o recurso definitivo para derrotar Makino de uma vez por todas. Max se encontra em um dilema se realmente deveria contar a Syd de seu segredo ou não, até receber um desafio de Dread. Em seu primeiro encontro Max tem êxito, mas depois acaba sendo derrotado por Morphos. Como Morphos possui a capacidade de copiar qualquer poder, pode também copiar o DNA de Max, capaz também de invadir a N-Tek. Com a ajuda de Jim, Max e Steel encontram uma maneira eficiente de derrota-lo, utilizando o poderoso Modo Turbo Combo, que permite fundir os modos de Max e Steel. Morphos volta a sua base pra falar de seu fracasso a Dread, até depois ser traído pelo seu pai, mas a ameaça de Morphos ainda não terminou.
Em O Todo Poderoso Morphos, Morphos retorna depois que ele é traído por seu criador, com a intenção de ser superior a ele. Morphos tenta ser popular entre as pessoas, se passando por herói para poder absorver todos os poderes dos inimigos de Dread: Os Elementors, Toxzon, Extroyer. Syd, colega de Max se infiltra como agente de Morphos para descobrir os planos dele, como também descobre a identidade de Max. As coisas se complicam quando Morphos tenta transformar todos da cidade em mutantes como ele na THI e para para-lo, Max deve criar uma aliança com Dread com todos os supervilões presos por Morphos para destruir Morphos. Apenas Max e Dread podem salvar sua cidade.
Em Equipe Turbo, a plataforma Daedelus sofre um ataque de um novo vilão conhecido como Professor Mortum, que quer o Connect-Tek, construído por Jim McGrath anos antes, para evoluir a humanidade. Depois de capturar os amigos e familiares de Max, Mortum faz um acordo com os piores vilões que o herói já enfrentou, sendo esses os Elementors, Extroyer e Toxzon. Pela primeira vez, Max e Steel percebem que eles não conseguirão salvar o dia sozinhos, e é hora de criar uma equipe de superheróis - Max, Steel, La Fiera, Tempestra e C.Y.T.R.O. - Equipe Turbo!
Em Equipe Turbo Fusion-Tek, depois de ter o Connect-Tek danificado pela Espada Turbo de Max, Mortum acaba se tornando num híbrido de zumbi e máquina e tinha o objetivo de absorver o conhecimento das pessoas, assim transformando elas em zumbis, fazendo a Equipe Turbo entrar em ação mais uma vez. Mortum captura Steel, mas ele consegue proteger seus amigos criando um protetor de cérebros que infelizmente faz que eles fiquem sem a habildade de ativar os modos turbo. Mortum mais tarde captura Rayne, Alex e C.Y.T.R.O, porém Max consegue salvar Steel. Max e Steel enfrentam seus amigos, que ganharam novos poderes que Mortum deu para eles. Depois de salvar seus amigos, Max e sua equipe devem parar Mortum de uma vez por todas antes que seja tarde demais.
Em Força-Turbo, Terrorax corrompe a energia Turbo de Max mudando de azul para verde, impedindo que Max e Steel se unam. Depois que a equipe de Max mudam a sua energia, Max agora tem de confrontar Terrorax, seus assassinos tecnológicos e sua sociedade sinistra decidos em conquistarem a Terra.
Em Turbo Guerreiros,Terrorax se alia com os outros Elementors para libertar seus capangas e restabelecer seu poder. Com o poderoso Panteão em suas mãos, o vilão planeja forçar pessoas inocentes a se juntarem a legião Nexus. A Equipe Turbo tenta impedir os capangas de Terrorax, mas Rayne e C.Y.T.R.O. são capturados e Alex é transformado em uma pantera biônica. Agora Max e Steel estão sozinhos para lutar contra uma legião de vilões e devem agir o mais rápido possível para salvar seus amigos e impedir que eles conquistem o mundo.

## Filmes
Após o término da segunda temporada, Mattel começou a produzir novos filmes que se focam no mesmo universo do reboot. Eles geralmente possuem 44 minutos ou mais, porém o filme Equipe Turbo Fusion-Tek possui mais de 60 minutos.
- A Ira de Makino (o filme foca no retorno de Makino)
- O Nascimento de Morphos (o filme foca na criação de Morphos)
- O Todo Poderoso Morphos (o filme foca no retorno de Morphos)
- Equipe Turbo (o filme foca no vilão Professor Mortum em busca do dispositivo Connect-Tek)
- Equipe Turbo Fusion-Tek (o filme foca no retorno do Professor Mortum com a intenção de destruir a humanidade)
- Força Turbo (o filme foca no aparecimento de uma equipe de supervilões liderados por um misterioso vilão conhecido como Terrorax)
- Turbo Guerreiros (o filme foca no retorno de Terrorax com sua mais perigosa arma até agora, o Panteão)

## Personagens
- Maxwell "Max" McGrath - É o principal protagonista do show. Ele é um jovem herói filho do falecido cientista Jim McGrath que trabalha na N-Tek resolvendo missões no auxílio de seu parceiro robô Steel que juntos tomam a identidade de Max Steel. Ele possui poderes conhecidos como TURBO (Tachyon Unlimited Radiant Bio-Optimized) que podem ser controlados com a ajuda de Steel que vive ligado eternamente ao corpo de Max embora possa se separar dele por alguns instantes. Com Steel ele pode criar uma armadura robótica e também ser capaz de mudar suas formas de combate entre força, voo e velocidade. Sua frase de transformação é "Modo TURBO!".
- Steel - É um robô da espécie alienígena Ultra-Link. Ele é capaz de controlar os poderes de Max pela TURBO Energia além de viver ligando a ele estando sempre junto dele apesar de ser capaz de se separar dele por alguns instantes. Quando fundido ao corpo de Max ele toma uma forma de M em seu peito além da possibilidade de ser atirado como uma bomba de energia contra os adversários. Possui a capacidade de criar vários Modos Turbo com diferentes capacidades.
- Comandante Forge Ferrus: Tio e mentor de Max. É comandante da N-Tek. Ele esconder a verdade dos Ultra-Links, parecidos com Steel. No último episódio da primeira temporada, Forge perde um braço e então, é trocado por uma versão mecânica.
- Roberto "Berto" Martinez: Após realizar muitas missões com Jim McGrath, o primeiro Max Steel, ele continua na N-Tek. Criou o robô C.Y.T.R.O. como parceiro e auxiliar de Max. Diferente do C.Y.T.R.O. anterior, este não possui personalidade e é controlado por Berto.
- Jefferson Smith: Ele é um dos melhores agentes da N-Tek, e parece demonstrar algo pela Katherine.
- Katherine "Kat" Ryan: Ela é uma das melhores agentes da N-Tek, e também uma das únicas agentes femininas.
- Molly McGrath: A mãe de Max. Ela é mostrada na estreia como uma espiã incrível quando se infiltra na THI e durante a batalha para atacar a THI. Foi transformada em Toxziana por Toxzon quando este tentou se vingar dela.
- James "Jim" McGrath - Pai de Max e primeiro amigo de Steel após Steel desistir de ser soldado de Makino. Ele realiza uma experiência com a Estrela Turbo e dado como morto. No fim da segunda temporada, após dezesseis anos após o nascimento de Max, ele é usado como fonte de força da fortaleza de Makino. Ele é o primeiro alienígena e Max Steel anterior, até seu filho virar o próximo Max Steel. Em A Ira de Makino, Jim ainda tinha os poderes Turbo assim como Max. Depois, ele refaz a aliança com Steel, em que vai em missão para salvar Max, mas Jim acaba sendo possuído por Makino. Max depois consegue quebrar seu elo com Makino, mesmo por um instante, mas Jim usa todo seu poder e de Max parte da energia Turbo para se libertar de Makino, acabando com toda a energia Turbo. Depois de Max e Steel se desfazer de Makino, eles veem Jim na N-Tek de muleta e diz que acabou com toda a energia Turbo e agora ele confia a seu filho como protetor da Terra e ele agora se torna chefe da N-Tek.
- Comandante Parker - Era um dos soldados de Castle, até ele descobrir da traição de Castle e que ele trabalhava para Dredd, exceto ele. Ele depois é contratado por Ferrus para trabalhar na N-Tek e aparece na segunda temporada.
- Ven-Ghan - Após seu planeta ser destruído pelos Ultra-Links Malignos, Ven Ghan passou a maioria de sua vida treinando, para que um dia ele possa derrotar Makino. Ele, então, se aliou ao Conselho da Estrela Negra, que leva os Ultra-Links para pagarem pelos crimes que cometeram. Ele é comumente referido como 'O Caçador de Ultra-Links' desde que ele é um dos vingadores implacáveies do Conselho da Estrela Negra. Seu propósito depois muda e depois passa a lutar ao lado de Max e Steel, deixando de caçar Steel.
- C.Y.T.R.O - Antes ele era controlado pelo Berto para ajudar o Max a derrotar os seus inimigos mais a partir do filme Max Steel: Equipe Turbo ele tem personalidade e consciência própria depois de introduzir um programa em um chip em C.Y.T.R.O, capaz de agir exatamente como no Max Steel clássico. Ele depois se torna numa versão melhorada ao Max lançar sua força Turbo para o Connect-Tek. Na segunda parte, depois de se libertar do controle mental de Mortum, ele usa uma bola de aço no lugar de uma garra ,conhecida como Modo Turbo: Demolição.
- Rayne Martinez/Tempestra - É a irmã caçula de Berto. Ela tem uma personalidade forte e não gosta que as pessoas a chamem de "pequena" ou "trovãozinho". Ela foi introduzida no filme Equipe Turbo, e é membro da equipe de super-heróis do Max. Ela é capaz de controlar o clima e até agora possui dois Modos Turbo: Modo Turbo Tempestade de Trovão e Modo Turbo Tempestade de Gelo.
- Alejandro "Alex" Villar/La Fiera - Ele é extremamente amigável com qualquer um e ajuda a quem precisa. Ele e o Max eram rivais no futebol, porém são amigos agora. Ele foi introduzido no filme Equipe Turbo e é membro da equipe de super-heróis de Max. Ele é capaz de libertar a fúria animal com os seus Modo Turbo Animais. Ele tem três até agora: Modo Turbo Tigre, Modo Turbo Águia e Modo Turbo Raptor.

## Antagonistas

### Antagonistas Principais
- Makino: O senhor, e deus dos Ultra-Links, devora e destrói planetas com os Ultra-Links. Ele é uma força poderosa vinda das estrelas, que Max nunca enfrentou até que Ferrus é controlado por um Ultra-Link vermelho lançado por Dredd. Os seus poderes são os mesmos que o Makino do Max Steel clássico possui, incluindo poderes de Ultra-Links. É revelado que Makino pode criar e construir Ultra-Links para que eles se fundem com objeto a fim de se transformarem em monstros. No filme (Max Steel: A Ira de Makino), ele retornou como o principal antagonista do filme, procurando um hospedeiro para controlar e destruir o planeta terra. Ele usou a T.U.R.B.O Energia do Max e do Jim para se transformar no Modo Turbo Aniquilação para aniquilar a terra, mas ele foi derrotado e jogado no sol;
- Miles Dread: O principal antagonista da primeira temporada. Miles foi um dos co-fundadores da N-Tek, mas, devido à sua ganância, Dread decide roubar a Energia T.U.R.B.O. para seu próprio ganho e isso lhe deixa com consequências terríveis. Ele agora necessita dessa energia para sobreviver e sempre quando pode, absorve ela de Max. Cruel, ambicioso e com fome de poder, Dread faz de tudo para obter a energia de Max e planeja destruir a N-Tek e seus agentes para ter vingança contra eles.
- Morphos: É o antagonista principal de O Nascimento de Morphos e Todo Poderoso Morphos. Ele originalmente havia sido desenvolvido com o propósito de destruir Makino e seus Ultralinks caso a Estrela Turbo falhasse, mas ele foi considerado muito poderoso e até mesmo poderia se converter em uma ameaça maior do que o próprio Makino, e portanto, foi cancelado. No entanto, isso não impediu de Dread o criar dezesseis anos depois, dessa vez com apenas um propósito: de destruir Max Steel. A principal habilidade de Morphos consiste em roubar os poderes de qualquer personagem e incorporá-los em seu arsenal. Ele também é indestrutível e não necessita comer, dormir ou descansar.
- Professor Mortum: É um novo vilão introduzido no filme Equipe Turbo. Ele tem a capacidade de lançar raios de luz e se teletransportar, não só a si mesmo, mas também outras pessoas ao seu redor. Ele é possivelmente o único que sabe os segredos das bases secretas da N-Tek espalhadas pelo mundo. No fim do filme, Mortum é convertido num híbrido de zumbi e máquina, sendo que retornará como o principal antagonista no filme Equipe Turbo Fusion-Tek. É revelado no filme anteriormente citado que Mortum na realidade era um cientista famoso que costumava trabalhar com seu sobrinho nos maiores laboratórios do mundo. Ele viu que havia uma limitação para sua genialidade, e acabou ficando extremamente instável e obcecado com a ideia de revolucionar o animal humano. Quando ele ouviu sobre o Connect-Tek e suas capacidades, ele o roubou e o conectaria diretamente a um cérebro humano, ou o cérebro dele, fazendo Mortum se converter num ser praticamente onipotente com a capacidade de criar tudo que imaginasse.
- Dr. Prometheus Halifax/Terrorax: É um membro altamente influente e ativo na legião Nexus. Um vilão de origens desconhecidas, Terrorax passou anos estudando a energia T.U.R.B.O. de Max e suas propriedades (inclusive descobrindo a identidade dele no processo) e considera que Maxwell não aproveita as possibilidades ilimitadas de sua potencia. Para isso, Prometheus sintetiza sua própria força, a Energia Terror, que ele utilizaria para destruir a tecnologia e obrigar as pessoas a se juntarem a legião Nexus. Ao se converter a um mutante, Prometheus ganha condições sobre-humanas, a capacidade de gerar um machado de Energia Terror e tem acesso ao Panteão, uma nave que foi modificada por ele para ser um gerador gigante de Energia Terror. Ele apareceu pela primeira vez em Força-Turbo e por último em Turbo-Guerreiros, onde ele falece.
- Jason Naught: O braço direito de Dredd, e também foi ex-executivo da THI, como também pode se transformar. Ele é considerado "inútil" por Dredd por ser as vezes incompetente (Como por exemplo, no episódio "Jornada para o centro de Copper Canyon", ele ficou assustado pelo modo camuflagem imitando o Pé Grande de Copper). Ele geralmente recolhe informações de T.U.R.B.O Energia e outras coisas que são do interesse do Dredd.
- Toxzon: Anteriormente conhecido como Dr. Octavius Tytus Xander, ele foi transformado após um acidente de laboratório com produtos químicos mortais, transformando-o no Toxzon. Ele era louco mesmo antes de sua transformação. Agora ele é homicida, egocêntrico, e ele cheira. Possui uma atenção pelo seu brinquedinho de plástico, um peixe que acha que fala com ele. Ele foi o parceiro do Forge Ferrus.
- Extroyer: Um criminoso chamado Troy Winter, que acidentalmente é ligado com um Ultra-Link, ele se tornou uma criação bestial, que pode se transformar em qualquer animal e em qualquer monstro Ultra-Link (a partir da segunda temporada) que ele verifica com os olhos. Ele pode tanto se transformar em um tigre, uma aranha e um tubarão, entre outros tipos de animais. Na terceira temporada, ele vai ganhar um segundo Ultra-Link para combinar os seus modos. Toda vez que Extroyer é invencível ou onipotente, ele diz: "Nada pode me deter!".
- Os Elementors: Possivelmente, os inimigos mais persistentes do Max, eles conseguem controlar os poderes da natureza a seu favor, para derrotar Max e Steel. Eles são divididos em cinco: Fogo, Terra, Água, Ar, e Metal. Eles foram acidentalmente fundidos em um corpo só.
  - Elementor Fogo: Prefere usar a mais a força do que o cerébro: É um dos Elementors Mais fortes (e também um dos mais burros). Ele geralmente serve como um escravo de Dredd, para completar trabalhos sujos e etc.
  - Elementor Terra: Assim como Elementor Fogo, ele prefere usar a força e menos o cerébro.
  - Elementor Água: Prefere usar o cerébro em batalha do que os músculos. Antes de virar um inimigo de Max, ele só queria humanos para recarregar sua nave, então, ele voltaria para seu Planeta Natal.
  - Elementor Ar: Um dos Elementors mais espertos. Ele foi recrutado por Dredd para libertar os Elementors da N-Tek, até que se ligou com os outros Elementors.
  - Elementor Metal: O Elementor mais agressivo de todos. Ele foi criado por uma pirâmade, e serve as ordens do Makino agressivamente. Ele pode se liquificar em qualquer tipo de metal existente, além, que se absorver metal, ele irá ficar mais poderoso.
  - Elementor Único: (também conhecido como Elementor) A fusão de todos os Elementors em um corpo só. É um pouco desajeitado pois seus "camaradas" ficam interrompendo muito, mas a partir do episódio 22, Os Elementors combinam a única coisa em comum: Seu ódio pelo Max Steel. Ele é a forma
  - Mega Elementor: É a fusão de todos os Elementors (incluindo o Metallak). É capaz de combinar todos os Elementos da natureza, controlar os outros elementos e se dividir para destruir o inimigo. Geralmente, Metallak põe medo nos outros Elementors, fazendo que eles não interfiram nos planos, somente quando necessário.
- Lord Nexus: É cultuados por todos e até mesmo pelo Terrorax, ele aparece nos filmes "Força Turbo" e "Turbo Guerreiros"

### Antagonistas Menores
- Blast Link: Um Ultralink que se ligou com uma arma. Blast tem vários canhões integrados em seu corpo. Blast era o líder do pequeno esquadrão de Ultralinks e geralmente utilizava planos complicados para seus colegas seguirem. Ele apareceu pela primeira vez em A Invasão dos Ultralinks Parte Um e por último em A Ira de Makino Parte Dois.
- Chomp Link: Um Ultralink que se ligou com uma planta carnívora. Chomp era capaz de controlar plantas e tinha uma boca enorme que usava para atacar seus adversários. Ele utilizava mais os músculos que o cérebro e por causa disso ele foi descartado do exército de Elementor Metal ao ser jogado no espaço. Ele aparece pela primeira vez em A Invasão dos Ultralinks Parte Um e por último em Meu Melhor Amigo é um Ultralink.
- Prism Link: Um Ultralink que se ligou com cristais. Prism tem a capacidade de absorver raios solares e seu corpo tem garras extremamente afiadas. Narcisista e agressivo, Prism causava destruição por onde passava. Ele apareceu pela primeira vez em A Invasão dos Ultralinks Parte Um e por último em A Ira de Makino Parte Dois.
- Equipe Terror: Uma equipe de assassinos constituídos por três membros, sendo esses:
  - Night Howl: A contraparte maligna de La Fiera. Night Howl era anteriormente um predador mortal que foi tecnologicamente modificado. Ele tem duas formas: uma humanoide e outra um lobo blindado. Ele aparece pela primeira vez em Força-Turbo e pela última em Turbo-Guerreiros.
  - Snare: A contraparte maligna de Tempestra. Snare é um robô assassino letal criado para encontrar métodos para eliminar a raça humana. Ele assassinou seu próprio criador em sangue frio e eliminou várias pessoas ao decorrer dos anos. Ele tem várias armadilhas e armas integradas ao seu corpo. Ele aparece pela primeira vez em Força-Turbo e pela última em Turbo-Guerreiros.
  - Monstro: Uma aberração da ciência com a capacidade de se clonar. Ele gerava pequenas criaturas carnívoras que devoravam suas vítimas, porém ao ser melhorado com a Energia Terror melhorada de Terrorax, ele passa a gerar clones exatos dele mesmo. Ele aparece pela primeira vez em Força-Turbo e pela última em Turbo-Guerreiros.

- Coronel Castle: Um chefe de divisão N-Tek. Ele é muito confiável para Max e Steel como sua inteligência dentro de N-Tek. Na verdade se revela como um agente do exército que trabalha para Dredd.
- Ragnok: Um caçador de recompensas que apareceu apenas no episódio Fugitivo da segunda temporada. Ele estava atrás de Ven-Ghan e Steel, mas principalmente Ven, pelo fato de que ele traiu o Conselho da Estrela Negra ao defender o Steel, que era considerado uma das maiores ameaças do universo. No entanto, ele acaba falhando e promete um dia capturar Ven e Steel, custando o que custar.

## Outros
- Sydney Gardner: Um garota que encontra Max. Max desenvolve instantaneamente uma paixão por ela. Ela é uma garota independente, gentil, e se preocupa com as pessoas que gostam dela ou mostram que possui uma relação. Ela depois descobre a identidade de Max, até que bate a cabeça e perde parte da memória da identidade de Max. No terceiro filme, O Todo Poderoso Morphos, ela depois revela a Max que descobre da verdadeira identidade de Max, onde ela é vista uma agente de Morphos, quando ele dá uma de herói, sendo que era um plano para transformar todos de sua cidade como ele, que depois tem êxito. Mas, sua cidade acaba sendo salva por Max e Dredd, uma aliança temporária para acabar com Morphos.
- Kirby Kowalski: Melhor amigo de Max, que é leal, mas incrivelmente ingênuo. Ele foi possuído por uma espada que possuía um fantasma, até ela ser quebrada pela Turbo Espada de Max. Ele também acaba sendo possuído por um Ultra-Link.
- Bartholomew "Butch": O valentão da escola que atormenta Max, que depois se redime e se torna amigo dele.

## Dubladores
- Max: - Vagner Fagundes (adolescente) e Mauro Eduardo (adulto)
- Steel: - Robson Kumode
- Forge Ferrus: - Marco Antônio Abreu
- Berto Martinez: - Thiago Longo e Fábio Lucindo
- Jefferson Smith: - Luiz Laffey
- Katherine Ryan: - Letícia Quinto
- Molly McGrath: - Adriana Pissardini
- Jim McGrath: - Ulisses Bezerra (alguns episódios), Alexandre Marconatto
- Miles Dredd: - Wellington Lima
- Jason Naught: - César Marchetti
- Morphos: - Dado Monteiro
- Sydney Gardner: - Samira Fernandes
- Kirby Kowalski: - Yuri Chesman
- C.Y.T.R.O: - Luiz Laffey
- Rayne Martinez: - Priscilla Concepcion

## Episódios
Lista de episódios Max Steel (2013)